# Wesley Ashton Gordon
Pour les articles homonymes, voir Wesley Gordon et Gordon.
Wesley Ashton Gordon (11 février 1884-9 février 1943) est un homme politique canadien de l'Ontario. Il est député fédéral conservateur de la circonscription ontarienne de Timiskaming-Sud de 1930 à 1935. Il est ministre dans le cabinet du premier ministre Richard Bedford Bennett.

## Biographie
Né à Owen Sound en Ontario, Gordon exerce la profession d'avocat avant d'être élu à la Chambre des communes du Canada. Élu député de Timiskaming-Sud lors de l'élection de 1930, il entre au cabinet à titre de ministre de l'Immigration et de la Colonisation et ministre des Mines. En 1932, il cumule la fonction de ministre du Travail. Il perd lors de l'élection de 1935.